# مادربزرگ (فیلم ۱۹۷۹)
مادربزرگ (انگلیسی: Grandma) فیلمی آرژانتینی در سبک کمدی-درام به کارگردانی اِکتور اُلیوِرا است که در سال ۱۹۷۹ منتشر شد.